# IntelliTXT
IntelliTXT est un logiciel développé par Vibrant Media. Inséré dans des pages Web, il y détecte les mots clés et leur affecte un double soulignement. Si un internaute passe sa souris dessus, une petite fenêtre avec une publicité liée au terme s'affiche.

## Description
IntelliTXT est une plate-forme de publicité par mots-clés développée par Vibrant Media. Les éditeurs de pages Web insèrent un script dans leurs pages qui appelle la plate-forme IntelliTXT lorsqu'un internaute consulte la page. Ce script trouve alors des mots-clés sur la page et les souligne deux fois. Lorsque la souris passe sur le lien doublement souligné, une publicité associée à ce mot s'affiche. Les annonceurs paient pour que leurs mots particuliers soient associés à leurs annonces,.

## Clients
Selon Vibrant Media, plus de 4 500 éditeurs utilisent le système IntelliTXT. Nike, Sony et Microsoft font de la publicité sur la plateforme, leurs annonces touchant chaque mois plus de 100 millions d'utilisateurs aux États-Unis et 170 millions à l'étranger.

## Concurrent
- AdBrite (en)